# Reidcyclops imparilis
Reidcyclops imparilis – gatunek widłonoga z rodziny Cyclopidae. Nazwa naukowa tego gatunku skorupiaków została opublikowana w 1985 roku na podstawie prac naukowych ukraińskiego zoologa Władysława Monczenki.